# Mount Airy, North Carolina
Mount Airy är en ort i Surry County i delstaten North Carolina, USA.